# NGC 4631

NGC 4631 (Telescopio spaziale Hubble)

NGC 4631 (nota anche come C 32 o col soprannome Galassia Balena) è una grande galassia a spirale nella costellazione dei Cani da Caccia.
Si individua 4,5 gradi a NE della stella γ Comae Berenices; si presenta in piccoli strumenti come una lunga scia luminosa (nell'immagine è quella a destra). Telescopi da 200 mm di apertura mostrano che il bulge si trova in posizione leggermente decentrata, ed è attraversato da una sottile striscia di nebulosità oscura e irregolare; a nord si individua la piccola galassia ellittica NGC 4627. Si tratta di una delle spirali orientate di profilo più grandi e vicine conosciute: la sua distanza dalla Via Lattea è stimata attorno ai 12 milioni di anni-luce, il che ne fa una delle spirali giganti più prossime al nostro Gruppo Locale.

NGC 4631 dà il nome al Gruppo di NGC 4631, un gruppo di galassie del quale fanno parte, tra le altre,  la sua compagna galassia ellittica nana NGC 4627 e le galassie interagenti NGC 4656 e NGC 4657.